# يازل (بني مطر)

تعديل مصدري - تعديل

يازل هي إحدى قرى عزلة بنيسوار بمديرية بني مطر التابعة لمحافظة صنعاء، بلغ تعداد سكانها 242 نسمة حسب تعداد اليمن لعام 2004.